# Bajo Ventuari
Pour les articles homonymes, voir Ventuari.
Bajo Ventuari est l'une des trois paroisses civiles de la municipalité de Manapiare dans l'État d'Amazonas au Venezuela. Sa capitale est Marueta.

## Localités
- Macabana